# Banpo
Banpo (chinês tradicional: 半坡; pinyin: Banpo), é um sítio arqueológico descoberto em 1953 e localizado no Vale do Rio Amarelo, a leste de Xi'an, na China. Ele contém os restos de vários assentamentos neolíticos bem organizados, como Jiangzhai, carbono datado de 6700 a 5600 anos atrás.